# 早熟 (2005年電影)
《早熟》為2005年的香港電影，是由爾冬陞自編自導，房祖名與薛凱琪主演，描述青少年早戀問題的文藝片。片中配角毛舜筠憑本片獲頒第二十五屆香港電影金像獎最佳女配角。

## 劇情簡介
十八歲的方家富（房祖名 飾）乃一名就讀基層中學的中五男學生，父親（曾志偉 飾）是小巴司機，母親（毛舜筠 飾）是酒樓知客，他認識了十六歲的名女校中五女學生雷若男（薛凱琪 飾）。若男的父親雷鍵（黃秋生飾）是律師，母親（安安飾）是律師行助理兼助手。兩人忙於工作，少陪伴女兒，只給她安排各種課程。若男認識家富後，十分羨慕家富自由自在的生活。一次，若男父母再次出遠門，若男趁機與家富到郊外露營，偷吃了禁果及偷喝了酒精，與家富發生了性行為。
若男得知自己懷孕後，原本與家富商量要墮胎，看過那些恐怖的工具後，決定把孩子生下。家富的父母到雷若男家提親，雷鍵卻決定把女兒送到美國，若男與家人大吵一架後，決定離家出走暫住家富好友的祖屋，直到孩子出生。
獨自生活後家富才發覺自食其力供養一個家庭的確不易，兩人開始有了分歧。家富父母好不容易找到了兩人，可是雷鍵要控告家富誘姦未成年少女，最後雷鍵明白自己也有錯並說出真相......

## 演員
| 演員   | 角色               | 備註                                                     |
| ------ | ------------------ | -------------------------------------------------------- |
| 房祖名 | 方家富             | 學生 雷若男之男友並和其發生性關係 最後被判入教導所三個月 |
| 薛凱琪 | 雷若男             | 學生 雷鍵女兒 方家富之女友並和其發生性關係而懷孕         |
| 曾志偉 | 方家富父           | 小巴司機                                                 |
| 毛舜筠 | 方家富母           | 酒樓公關                                                 |
| 黃秋生 | 雷鍵               | 律師 雷若男之父                                          |
| 余安安 | 雷若男母           | 律師行助理兼助手 雷鍵之妻                                |
| 許紹雄 | 耀叔               | 雷若男家的司機                                           |
| 饒芷君 | 耀嬸               | 雷若男家的保姆                                           |
| 林雪   | 考試院院長         |                                                          |
| 徐美娜 | 若男學校校長       |                                                          |
| 許旻俊 | 阿細               | 方家富好友                                               |
| 關圳榮 | 阿丙               | 方家富好友                                               |
| 阮民安 | Roger              | 舞會中與若男搭訕的男學生                                 |
| 姜大偉 | 法官               |                                                          |
| 錢嘉樂 | 檢控官             | 雷鍵的律師徒弟                                           |
| 曹永廉 | 雷鍵的律師徒弟     |                                                          |
| 陸劍明 | 強哥               | 建築工地工頭                                             |
| 方平   | 石油氣舖老闆       |                                                          |
| 侯煥玲 | 徐老太             | 抱曾孫的老太                                             |
| 劉宗基 | 警司               |                                                          |
| 黃偉輝 | 收洗車保護費的混混 |                                                          |
| 朱祖權 | 收洗車保護費的混混 |                                                          |
| 孟輝   | 方家富好友的父親   |                                                          |
| 夏占士 | 方家富好友的父親   |                                                          |

聯合演出：胡志明、李劍榮、陳梅娟、劉耀斌、媚姨、陳勉良、林子博、彭偉明、游飆、張耀輝、梁琪禧、區軒偉、吳瑞庭、陳正然

## 獎項
- 第二十五屆香港電影金像獎
  - 最佳女配角：毛舜筠
  - 最佳導演提名：爾冬陞
  - 最佳編劇提名：爾冬陞、秦天南
  - 最佳新演員提名：薛凱琪
- 第四十二屆台灣金馬獎
  - 最佳女配角提名：毛舜筠
- 第十一屆香港電影金紫荊獎
  - 最佳女配角：毛舜筠
  - 最佳新演員提名：薛凱琪
- 第八屆長春電影節
  - 最佳男配角：曾志偉
  - 最佳導演提名：爾冬陞
  - 最佳女配角提名：毛舜筠
  - 最佳新演員提名：薛凱琪
- 中國電影華表獎
  - 最佳合拍電影獎

## 外部連結
- 開眼電影網上《早熟》的資料（繁體中文）
- 豆瓣电影上《早熟》的資料 （简体中文）
- 时光网上《早熟》的資料（简体中文）
- AllMovie上《早熟》的资料（英文）
- 爛番茄上《早熟》的資料（英文）
- 香港影庫上《早熟》的資料（繁體中文）
- 互联网电影数据库（IMDb）上《早熟》的资料（英文）